# Meurens

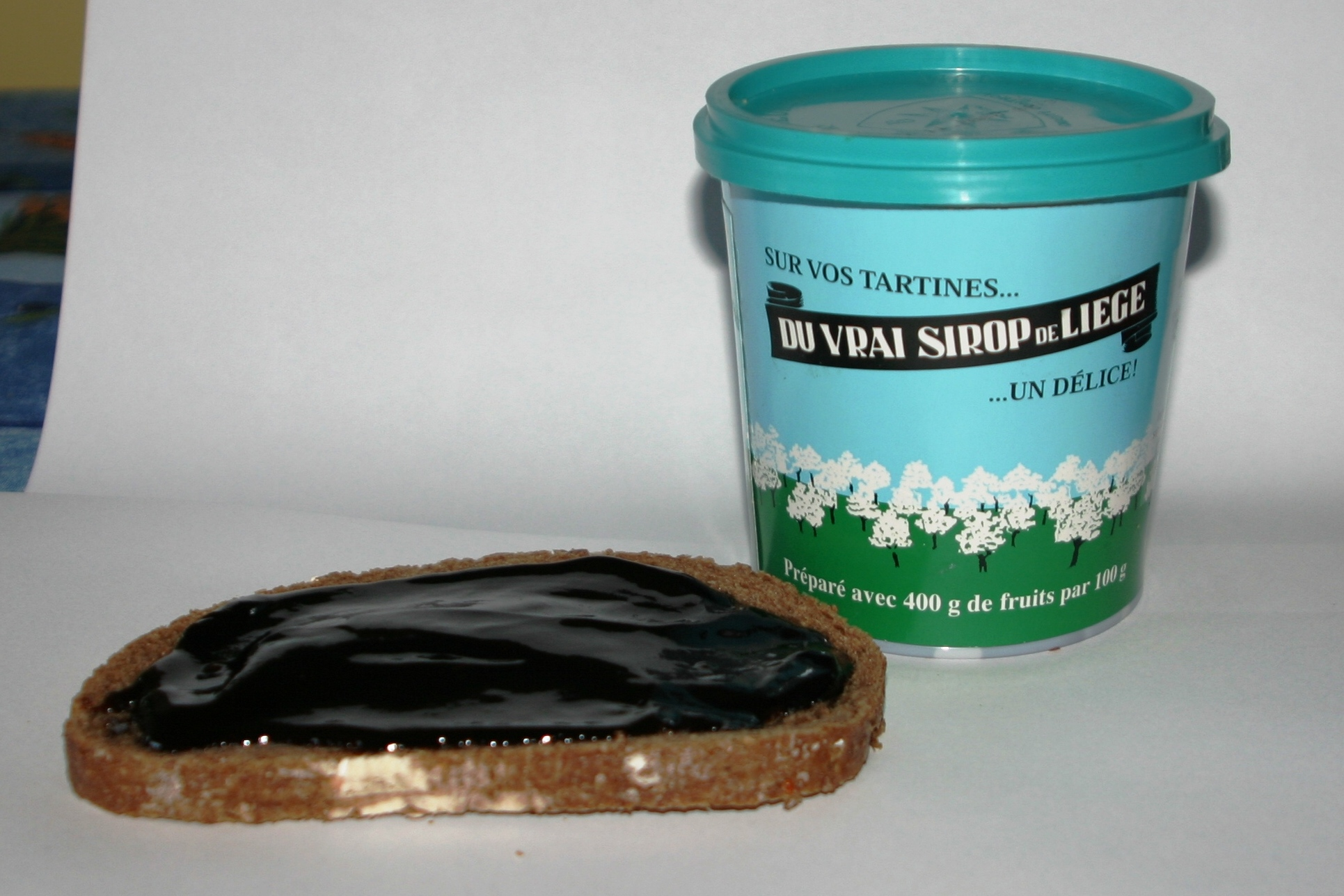
Sirop de Liège Meurens sur une tartine.

Siroperie Meurens est une société familiale belge connue pour la fabrication du « vrai sirop de Liège », une friandise traditionnelle belge ressemblant à une cougnarde à base de pommes, poires et dattes locales. C'est le fabricant de sirop de Liège le plus connu, qui vend ses produits sous la marque Vrai Sirop de Liège/Echte Luikse Siroop.

## Histoire
Créé en 1902 par Clément Meurens à Aubel, en Belgique, le sirop Meurens est une recette ancestrale de pâte de fruits à tartiner, semblable à la marmelade ou à la pâte de coing. Il faut 4 livres de fruits pour faire 1 livre de sirop. Les ingrédients principaux sont les pommes, les poires et les dattes. Aucun sucre n'est ajouté sous forme raffinée mais à partir de la source locale abondante que sont les betteraves sucrières. Marque déposée en 1947, le Sirop de Liège est généralement servi sur du pain sous forme de tartine ou de sandwich, et se marie très bien avec le piquant régional Fromage de Herve. Il est également utilisé comme base pour la sauce aux boulettes de viande boulet à la liégeoise ou la sauce aux crêpes bouquette ou lacquemant.
Aujourd'hui, de nouveaux parfums comme l'abricot complètent la collection, et la famille produit toujours avec enthousiasme ce produit naturel. Outre les produits de consommation tels que « Le Vrai Sirop de Liège », « Poiret » et « Pomona », la société a également diversifié son portefeuille en proposant des solutions B2B de purées et de jus concentrés. La Siroperie propose des purées et des concentrés de fruits secs (pruneaux, raisins secs, figues, dattes, abricots), de fruits frais (pommes, poires) ou de racines (betteraves sucrières et chicorées grillées). Elle répond ainsi à la demande croissante de l'industrie pour des alternatives naturelles au sucre dans divers produits.
À New York, la tradition se perpétue, mais sous forme de truffes et de tablettes de chocolat.